# Dal nostro inviato a Copenaghen
Dal nostro inviato a Copenaghen è un film italiano del 1970 diretto da Alberto Cavallone.